# Friedrich Eduard Hoffmann

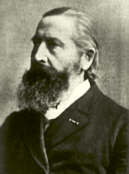
Friedrich Eduard Hoffmann

Friedrich Eduard Hoffmann (Gröningen, 18 oktober 1818 - Berlijn, 3 december 1900) was een Duitse uitvinder, industrieel en bouwmeester; een architect die zijn ontwerpen zelf (deels) bouwde. Hij is voornamelijk bekend als uitvinder van de Hoffmann-ringoven.

## Leven
Friedrich Eduard Hoffmann was de zoon van een leraar. Zijn oudere broer Carl Wilhelm Hoffmann was architect. Hij studeerde onder andere aan het Domgymnasium in Halberstadt en deed stage in de bouw. Daarna volgde hij in Berlijn tot 1843 een tweejarige opleiding tot koninklijk bouwmeester aan de Koninklijke Algemene School voor Bouwkunde, heden de Berliner Bauakademie. 

## Werken
Hij werkte daarna in de spoorwegbouw en vond meerdere machines uit, waaronder een hydraulische baggermolen. Zijn belangrijkste uitvinding was de ringoven, ook wel de Hoffmann-ringoven genoemd. Deze grote oven was de eerste continuoven voor het bakken van grofkeramische producten zoals bakstenen en dakpannen. Samen met Julius Albert Gottlieb Licht uit Danzig kreeg hij in 1858 in Pruisen voor vijf jaar patent op zijn "uitvinding van een ringvormige oven voor continugebruik bij het bakken van allerlei soorten keramiek, kalk, gips en dergelijke". In 1859 werd de eerste ringoven gebouwd in Scholwin, heden Skolwin, een stadsdeel van Stettin. Het patent werd twee keer voor vijf jaar verlengd, maar het werd later ingetrokken toen uitkwam dat meestermetselaar Arnold uit Fürstenwalde al in 1839 een ringoven had uitgevonden, maar hierop geen patent had aangevraagd. Arnolds ringoven was overigens lang niet zo efficiënt als de Hoffmannoven, zo had deze voor elke stookkamer een aparte vuurkamer en was er geen middelste ring met rookkanaal. In 1865 gaf Hoffmann samen met keramiekfabrikant Albrecht Türrschmiedt het vakblad Deutsche Töpfer- und Ziegler-Zeitung uit. Friedrich Eduard Hoffmann bezat meerdere steenfabrieken. Hij toonde een maquette van zijn oven op de wereldtentoonstelling van 1867 in Parijs, waarvoor hij de Grand Prix won.

## Erfgoed
- Duitsland - In Glindow staat een van de oudste nog bestaande ringovens, uit 1868. In het Ziegeleipark Mildenberg, een museum en attractiepark in Zehdenick, zijn meerdere ringovens te bezichtigen; in "Ringofen III" is een permanente tentoonstelling te bezichtigen over de uitvinder.[4] De Friedrich-Hoffmann-Oberschule uit 1956 in Großräschen is naar de uitvinder genoemd.
- België - In Riemst heeft steenbakkerij Membruggen nog een ringoven in gebruik en hier worden ook rondleidingen over de oven gegeven.[5]
- Nederland - In Nederland is er nog maar één ringoven in bedrijf, bij steenfabriek Vogelensangh in Deest.[6] Ook deze fabriek kan worden bezocht.